# 亀岡市立亀岡川東学園
亀岡市立亀岡川東学園（かめおかしりつかめおかかわひがしがくえん）は、京都府亀岡市馬路町にある公立義務教育学校。2017年に亀岡市立川東小学校と亀岡市立高田中学校が統合し、開設した。校区には、出雲大神宮、丹波国国分寺、千歳車塚古墳、小川月神社などの歴史的遺産も数多くある。

## 沿革

### 川東小学校
- 1962年4月1日 - 亀岡市立馬路小学校・同市立千歳小学校・同市立旭小学校・同市立河原林小学校の4校が統合し、川東小学校として発足。旧小学校を分校として、それぞれで授業を行う。
- 1963年4月5日 - 旧馬路小学校の近隣に設立した新校舎で統合した授業開始する。旧馬路小学校校舎跡地は馬路農業協同組合（現在の京都農業協同組合川東支店）、旧千歳小学校校舎は亀岡市立一宮幼稚園（現在は、休園）として利用される。
- 1983年 - 郷土研究クラブが設立。校内に竪穴建物の復元や近隣の平の沢池の渡り鳥の観察などで地元メディアに注目される。

### 高田中学校
- 1947年5月 - 南桑田郡馬路・旭・千歳・河原林四村による組合立高田中学校創立。馬路小学校講堂で開校式挙行。仮校舎にて授業開始。
- 1955年 - 亀岡市施行に伴い亀岡市立高田中学校。
- 1981年 - 野球部が京都府大会で優勝。
- 2014年5月 - 新校舎に移転
- 2014年9月 - 旧校舎解体工事完了

### 亀岡川東学園
- 2008年5月 - 川東小・高田中学校運営協議会発足
- 2015年4月 - 亀岡川東学園開校(小中一貫校)
- 2017年4月 - 義務教育学校へ移行

## 交通アクセス
- JR千代川駅または亀岡駅から亀岡市ふるさとバス「亀岡川東学園前」で下車。

## 通学区域が隣接している学校

### 小中一貫校
- 京都市立宕陰小中学校

### 小学校
- 亀岡市立保津小学校
- 亀岡市立大井小学校
- 亀岡市立千代川小学校
- 南丹市立八木東小学校

### 中学校
- 亀岡市立亀岡中学校
- 亀岡市立南桑中学校
- 亀岡市立大成中学校
- 南丹市立八木中学校